# Paris ePrix 2017
Der Paris ePrix 2017 (offiziell: 2017 FIA Formula E Qatar Airways Paris ePrix) fand am 20. Mai auf dem Circuit des Invalides in Paris statt und war das sechste Rennen der FIA-Formel-E-Meisterschaft 2016/17. Es handelte sich um den zweiten Paris ePrix.
Erstmals in der Geschichte der FIA-Formel-E-Meisterschaft fand ein Rennen nur eine Woche nach dem vorherigen ePrix statt.

## Bericht

### Hintergrund
Nach dem Monaco ePrix führte Sébastien Buemi in der Fahrerwertung mit 15 Punkten vor Lucas di Grassi und mit 56 Punkten vor Nicolas Prost. In der Teamwertung hatte Renault e.dams 37 Punkte Vorsprung auf ABT Schaeffler Audi Sport und 92 Punkte Vorsprung auf Mahindra Racing.
Bei Dragon Racing ersetzte Mike Conway bei diesem Rennen Loïc Duval, der wegen des DTM-Rennens auf dem Lausitzring den ePrix nicht bestreiten konnte. Bei Venturi ersetzte Tom Dillmann für ein Event Maro Engel, der ebenfalls in der DTM antrat. Während Conway bereits in der FIA-Formel-E-Meisterschaft 2015/16 sieben Rennen für Venturi bestritt, gab Dillmann bei diesem Rennen sein Debüt in der FIA-Formel-E-Meisterschaft.
Mit Lucas di Grassi trat ein ehemaliger Sieger zu dem Rennen an.
Daniel Abt, Buemi und di Grassi erhielten einen sogenannten FanBoost, sie durften die Leistung ihres zweiten Fahrzeugs einmal auf bis zu 200 kW erhöhen und so bis zu 100 Kilojoule Energie zusätzlich verwenden. Buemi und di Grassi erhielten den jeweils sechsten FanBoost im sechsten Saisonrennen und den jeweils dreizehnten in der FIA-Formel-E-Meisterschaft, für Abt war es der vierte FanBoost in dieser Saison.

### Training
Im ersten freien Training fuhr Buemi in 1:01,998 Minuten die Bestzeit vor José María López und Jean-Éric Vergne.
Im zweiten freien Training war di Grassi in 1:01,359 Minuten Schnellster vor López und Buemi.

### Qualifying
Das Qualifying begann um 12:00 Uhr und fand in vier Gruppen zu je fünf Fahrern statt, jede Gruppe hatte sechs Minuten Zeit, in der die Piloten maximal eine gezeitete Runde mit einer Leistung 170 kW und anschließend maximal eine gezeitete Runde mit einer Leistung von 200 kW fahren durften. Buemi war mit einer Rundenzeit von 1:02,171 Minuten Schnellster.
Die fünf schnellsten Fahrer fuhren anschließend im Superpole genannten Einzelzeitfahren die ersten fünf Positionen aus. Buemi sicherte sich mit einer Rundenzeit von 1:02,319 Minuten die Pole-Position und damit drei Punkte. Die weiteren Positionen belegten Vergne, López, Oliver Turvey und Esteban Gutiérrez.

### Rennen
Das Rennen ging über 49 Runden. Die Mindestzeit für den Fahrzeugwechsel betrug 70 Sekunden.
Buemi gewann vor López und Nick Heidfeld. Die restlichen Punkteplatzierungen belegten Felix Rosenqvist, Prost, Robin Frijns, Nelson Piquet jr., Dillmann, Mitch Evans und Stéphane Sarrazin. Der Punkt für die schnellste Rennrunde ging an Sam Bird.
In der Fahrer- und Teamwertung blieben die ersten drei Plätze unverändert.

## Meldeliste
Alle Teams und Fahrer verwenden Reifen von Michelin.
| Team                            | Fahrzeug            | Nr. | Fahrer                 |
| ------------------------------- | ------------------- | --- | ---------------------- |
| Renault e.dams                  | Renault Z.E.16      | 08  | Nicolas Prost          |
| Renault e.dams                  | Renault Z.E.16      | 09  | Sébastien Buemi        |
| ABT Schaeffler Audi Sport       | ABT Schaeffler FE02 | 11  | Lucas di Grassi        |
| ABT Schaeffler Audi Sport       | ABT Schaeffler FE02 | 66  | Daniel Abt             |
| DS Virgin Racing Formula E Team | Virgin DSV-02       | 02  | Sam Bird               |
| DS Virgin Racing Formula E Team | Virgin DSV-02       | 37  | José María López       |
| Faraday Future Dragon Racing    | Penske 701-EV       | 06  | Mike Conway            |
| Faraday Future Dragon Racing    | Penske 701-EV       | 07  | Jérôme D’Ambrosio      |
| Mahindra Racing Formula E Team  | Mahindra M3ELECTRO  | 19  | Felix Rosenqvist       |
| Mahindra Racing Formula E Team  | Mahindra M3ELECTRO  | 23  | Nick Heidfeld          |
| Venturi Formula E Team          | Venturi VM200-FE-02 | 04  | Stéphane Sarrazin      |
| Venturi Formula E Team          | Venturi VM200-FE-02 | 05  | Tom Dillmann           |
| Andretti Formula E              | Andretti ATEC-02    | 27  | Robin Frijns           |
| Andretti Formula E              | Andretti ATEC-02    | 28  | António Félix da Costa |
| Techeetah                       | Renault Z.E.16      | 25  | Jean-Éric Vergne       |
| Techeetah                       | Renault Z.E.16      | 33  | Esteban Gutiérrez      |
| NextEV NIO                      | NextEV 700R         | 03  | Nelson Piquet jr.      |
| NextEV NIO                      | NextEV 700R         | 88  | Oliver Turvey          |
| Panasonic Jaguar Racing         | Jaguar I-Type 1     | 20  | Mitch Evans            |
| Panasonic Jaguar Racing         | Jaguar I-Type 1     | 47  | Adam Carroll           |

## Klassifikationen

### Qualifying
| Pos.                                                                   | Fahrer                 | Team                            | Zeit     | Superpole | Start |
| ---------------------------------------------------------------------- | ---------------------- | ------------------------------- | -------- | --------- | ----- |
| 01                                                                     | Sébastien Buemi        | Renault e.dams                  | 1:02,171 | 1:02,319  | 01    |
| 02                                                                     | Jean-Éric Vergne       | Techeetah                       | 1:02,274 | 1:02,325  | 02    |
| 03                                                                     | José María López       | DS Virgin Racing Formula E Team | 1:02,384 | 1:02,640  | 03    |
| 04                                                                     | Oliver Turvey          | NextEV NIO                      | 1:02,459 | 1:02,910  | 14    |
| 05                                                                     | Esteban Gutiérrez      | Techeetah                       | 1:02,597 | 1:13,287  | 04    |
| 06                                                                     | Nick Heidfeld          | Mahindra Racing Formula E Team  | 1:02,611 | –         | 05    |
| 07                                                                     | Felix Rosenqvist       | Mahindra Racing Formula E Team  | 1:02,617 | –         | 06    |
| 08                                                                     | Robin Frijns           | Andretti Formula E              | 1:02,654 | –         | 07    |
| 09                                                                     | Mitch Evans            | Panasonic Jaguar Racing         | 1:02,687 | –         | 08    |
| 10                                                                     | Nicolas Prost          | Renault e.dams                  | 1:02,746 | –         | 09    |
| 11                                                                     | Mike Conway            | Faraday Future Dragon Racing    | 1:02,808 | –         | 10    |
| 12                                                                     | Nelson Piquet jr.      | NextEV NIO                      | 1:02,810 | –         | 11    |
| 13                                                                     | Jérôme D’Ambrosio      | Faraday Future Dragon Racing    | 1:02,814 | –         | 12    |
| 14                                                                     | Lucas di Grassi        | ABT Schaeffler Audi Sport       | 1:02,840 | –         | 13    |
| 15                                                                     | Tom Dillmann           | Venturi Formula E Team          | 1:03,024 | –         | 15    |
| 16                                                                     | Daniel Abt             | ABT Schaeffler Audi Sport       | 1:03,071 | –         | 16    |
| 17                                                                     | António Félix da Costa | Andretti Formula E              | 1:03,268 | –         | 17    |
| 18                                                                     | Sam Bird               | DS Virgin Racing Formula E Team | 1:03,573 | –         | 18    |
| 19                                                                     | Adam Carroll           | Panasonic Jaguar Racing         | 1:03,771 | –         | 19    |
| 20                                                                     | Stéphane Sarrazin      | Venturi Formula E Team          | 1:06,121 | –         | 20    |
| 110-Prozent-Zeit: 1:08,388 min (bezogen auf Bestzeit von 1:02,171 min) |                        |                                 |          |           |       |

Anmerkungen
1. ↑  Turvey wurde um zehn Startplätze nach hinten versetzt, da Teile der Antriebseinheit getauscht wurden.

### Rennen
| Pos. | Fahrer                 | Team                            | Runden | Zeit       | Start | Schnellste Runde |
| ---- | ---------------------- | ------------------------------- | ------ | ---------- | ----- | ---------------- |
| 01   | Sébastien Buemi        | Renault e.dams                  | 49     | 59:41,125  | 01    | 1:03,197 (44.)   |
| 02   | José María López       | DS Virgin Racing Formula E Team | 49     | + 0,707    | 03    | 1:03,299 (44.)   |
| 03   | Nick Heidfeld          | Mahindra Racing Formula E Team  | 49     | + 2,043    | 05    | 1:03,401 (41.)   |
| 04   | Felix Rosenqvist       | Mahindra Racing Formula E Team  | 49     | + 2,621    | 06    | 1:03,461 (43.)   |
| 05   | Nicolas Prost          | Renault e.dams                  | 49     | + 3,521    | 09    | 1:03,821 (40.)   |
| 06   | Robin Frijns           | Andretti Formula E              | 49     | + 7,999    | 07    | 1:03,847 (40.)   |
| 07   | Nelson Piquet jr.      | NextEV NIO                      | 49     | + 32,420   | 11    | 1:03,772 (45.)   |
| 08   | Tom Dillmann           | Venturi Formula E Team          | 49     | + 32,929   | 15    | 1:04,066 (46.)   |
| 09   | Mitch Evans            | Panasonic Jaguar Racing         | 49     | + 33,369   | 08    | 1:04,216 (46.)   |
| 10   | Stéphane Sarrazin      | Venturi Formula E Team          | 49     | + 34,051   | 20    | 1:03,907 (24.)   |
| 11   | Oliver Turvey          | NextEV NIO                      | 49     | + 35,082   | 14    | 1:04,268 (46.)   |
| 12   | Esteban Gutiérrez      | Techeetah                       | 49     | + 36,197   | 04    | 1:03,660 (42.)   |
| 13   | Daniel Abt             | ABT Schaeffler Audi Sport       | 48     | DNF        | 16    | 1:03,776 (40.)   |
| 14   | Mike Conway            | Faraday Future Dragon Racing    | 48     | + 1 Runde  | 10    | 1:03,146 (45.)   |
| 15   | Adam Carroll           | Panasonic Jaguar Racing         | 48     | + 1 Runde  | 19    | 1:04,250 (42.)   |
| 16   | Sam Bird               | DS Virgin Racing Formula E Team | 47     | + 2 Runden | 18    | 1:02,422 (42.)   |
| —    | Lucas di Grassi        | ABT Schaeffler Audi Sport       | 38     | DNF        | 13    | 1:02,446 (37.)   |
| —    | Jérôme D’Ambrosio      | Faraday Future Dragon Racing    | 35     | DNF        | 12    | 1:02,666 (33.)   |
| —    | Jean-Éric Vergne       | Techeetah                       | 33     | DNF        | 02    | 1:03,610 (11.)   |
| —    | António Félix da Costa | Andretti Formula E              | 18     | DNF        | 17    | 1:04,689 (12.)   |

Anmerkungen
1. ↑  Frijns erhielt eine Fünf-Sekunden-Zeitstrafe, da er während der Full-Course-Yellow zu schnell gefahren war.
2. ↑  Gutiérrez erhielt eine Fünf-Sekunden-Zeitstrafe, da er während der Full-Course-Yellow zu schnell gefahren war.

## Meisterschaftsstände nach dem Rennen
Die ersten zehn des Rennens bekamen 25, 18, 15, 12, 10, 8, 6, 4, 2 bzw. 1 Punkt(e). Zusätzlich gab es drei Punkte für die Pole-Position und einen Punkt für die schnellste Rennrunde.

### Fahrerwertung
| Pos. | Fahrer            | Team                            | Punkte |
| ---- | ----------------- | ------------------------------- | ------ |
| 01   | Sébastien Buemi   | Renault e.dams                  | 132    |
| 02   | Lucas di Grassi   | ABT Schaeffler Audi Sport       | 89     |
| 03   | Nicolas Prost     | Renault e.dams                  | 58     |
| 04   | Nick Heidfeld     | Mahindra Racing Formula E Team  | 47     |
| 05   | Jean-Éric Vergne  | Techeetah                       | 40     |
| 06   | Felix Rosenqvist  | Mahindra Racing Formula E Team  | 40     |
| 07   | Sam Bird          | DS Virgin Racing Formula E Team | 35     |
| 08   | Nelson Piquet jr. | NextEV NIO                      | 33     |
| 09   | José María López  | DS Virgin Racing Formula E Team | 28     |
| 10   | Daniel Abt        | ABT Schaeffler Audi Sport       | 26     |
| 11   | Robin Frijns      | Andretti Formula E              | 16     |
| 12   | Oliver Turvey     | NextEV NIO                      | 15     |

| Pos. | Fahrer                 | Team                         | Punkte |
| ---- | ---------------------- | ---------------------------- | ------ |
| 13   | Mitch Evans            | Panasonic Jaguar Racing      | 15     |
| 14   | Maro Engel             | Venturi Formula E Team       | 12     |
| 15   | António Félix da Costa | Andretti Formula E           | 10     |
| 16   | Jérôme D’Ambrosio      | Faraday Future Dragon Racing | 10     |
| 17   | Loïc Duval             | Faraday Future Dragon Racing | 9      |
| 18   | Esteban Gutiérrez      | Techeetah                    | 5      |
| 19   | Adam Carroll           | Panasonic Jaguar Racing      | 4      |
| 20   | Tom Dillmann           | Venturi Formula E Team       | 4      |
| 21   | Stéphane Sarrazin      | Venturi Formula E Team       | 2      |
| 22   | Mike Conway            | Faraday Future Dragon Racing | 0      |
| 23   | Qinghua Ma             | Techeetah                    | 0      |

### Teamwertung
| Pos. | Team                            | Punkte |
| ---- | ------------------------------- | ------ |
| 01   | Renault e.dams                  | 190    |
| 02   | ABT Schaeffler Audi Sport       | 115    |
| 03   | Mahindra Racing Formula E Team  | 87     |
| 04   | DS Virgin Racing Formula E Team | 63     |
| 05   | NextEV NIO                      | 48     |

| Pos. | Team                         | Punkte |
| ---- | ---------------------------- | ------ |
| 06   | Techeetah                    | 45     |
| 07   | Andretti Formula E           | 26     |
| 08   | Panasonic Jaguar Racing      | 19     |
| 09   | Faraday Future Dragon Racing | 19     |
| 10   | Venturi Formula E Team       | 18     |